# Minuane
Minuane su jedno od domorodačkih plemena Urugvaja, Argentine i Brazila. Bili su usko povezani s plemenima Charrua i Güenoa. 
Smatra se kako u čistokrvni članovi plemena izumrli. Međutim, neke studije pokazuju kako pojedinci koji žive u Entre Riosu (Argentina) imaju podrijetlo Minuana.
Godine 1583., osvajač Juan de Garay je poginuo u borbi protiv Minuana.